# Trey Day
Trey Day es el segundo álbum de estudio del rapero y cantante estadounidense de R&B Trey Songz. Fue lanzado en Estados Unidos el 2 de octubre de 2007 por Atlantic Records. El álbum debutó en el número 11 del Billboard 200, vendiendo 73.000 copias en su primera semana. El segundo sencillo del álbum, Can't Help But Wait, llegó a la posición 14 del Billboard Hot 100. Además le valió una nominación a los Premios Grammy 2009 en la categoría Mejor actuación R&B vocal masculina.

## Lista de canciones
| N.º | Título                         | Productor(es)                         | Duración |  |
| 1.  | «Intro: Trey Day»              | Bei Maejor                            | 1:09     |  |
| 2.  | «Long Gone Missin»             | Bei Maejor                            | 3:35     |  |
| 3.  | «Wonder Woman»                 | Danja                                 | 5:17     |  |
| 4.  | «No Clothes On»                | The Runners                           | 3:35     |  |
| 5.  | «Sex for Yo Stereo»            | Miykal Snoddy, Troy Taylor            | 3:39     |  |
| 6.  | «Last Time»                    | Bryan-Michael Cox, WyldCard (co)      | 4:21     |  |
| 7.  | «Can't Help But Wait»          | StarGate, Johntá Austin (co)          | 3:24     |  |
| 8.  | «Grub On»                      | R. Kelly                              | 3:43     |  |
| 9.  | «Fly Together» (con Jim Jones) | Eric Hudson                           | 4:27     |  |
| 10. | «Store Run»                    | Dre & Vidal                           | 4:38     |  |
| 11. | «Missin' You»                  | StarGate                              | 3:35     |  |
| 12. | «Role Play»                    | Troy Taylor                           | 3:59     |  |
| 13. | «We Should Be»                 | Jimmy Jam & Terry Lewis, Big Jim (co) | 5:57     |  |

## Listas
| Lista (2007)                          | Posición máxima |
| ------------------------------------- | --------------- |
| Estados Unidos Billboard 200          | 11              |
| Estados Unidos Top R&B/Hip-Hop Albums | 2               |